# Dörrmatta

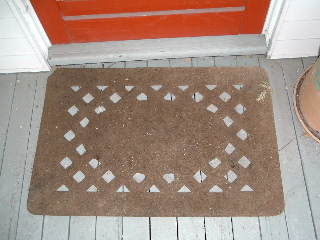
En dörrmatta.

Dörrmatta är en vanligtvis liten matta som läggs vid ytterdörren så att man kan torka av skorna innan man går in i hallen. En dörrmatta kan antingen ligga på utsidan, insidan eller både och. Dessa mattor är ofta gjorda i ett grövre material än andra mattor och kan ha ett motiv eller textbudskap på, exempelvis "Välkommen". Mattor till mindre entréer kallas i handeln för dörrmattor och mattor till hus- och butiksentréer kallas för entrémattor. Gränsen är dock flytande.[källa behövs]

## Material
Dörrmattorna var ursprungligen gjorda av enkelt material, till exempel vävd halm, men görs nu av textil- eller plastmaterial eller av hårda kokosfibrer, som är mer motståndskraftiga mot slitage. Dörrmattan är vanligen rektangulär men även andra former förekommer. Dörrmattan placeras vid husens entrédörr så att de som kommer in kan torka av skorna.
Dörrmattor av tågvirke (förr vanligt sjömansarbete) ger slitstarka mattor som lätt kan avskrubbas. Fyrkantsmatta kan göras i önskade mått och är ”idealisk som hållbar dörrmatta”.

## Dekoration
Dörrmattorna har ibland fått en ökad användning, som en plats för reklam eller med mer eller mindre roliga inskriptioner (till exempel: Välkommen) eller har fått en rent dekorativ funktion, till exempel framför lägenhetsdörrar (när det redan finns en entrématta till byggnaden). Således symboliserar de gränsen för offentliga, halvprivata eller privata utrymmen.